# Меркадо, Магдалено
Магдале́но Мерка́до Гутье́ррес (исп. Magdaleno Mercado Gutiérrez; 4 апреля 1944, Ля-Экспериэнсия, Халиско — 6 марта 2020) — мексиканский футболист, участник чемпионата мира 1966 года.

## Биография

### Игровая карьера
Меркадо всю игровую карьеру играл на родине, за клуб «Атлас», в составе которого в 1968 году выиграл Кубок Мексики. В этом же клубе он и завершил карьеру в 1971 году.
В составе сборной Мексики принимал участие на чемпионате мира 1966 года, где сыграл два матча на групповом этапе.

### Смерть
Скончался 6 марта 2020 года в возрасте 75 лет.

## Достижения
«Атлас»
- Обладатель Кубка Мексики: 1967/68